# Stefan Habermeier
Stefan Habermeier (* 26. Februar 1960 in Frankfurt am Main) ist ein deutscher Rechtswissenschaftler und derzeit Lehrstuhlinhaber an der Universität Greifswald.
Habermeier studierte von 1979 bis 1984 Rechtswissenschaft in Saarbrücken. Dort promovierte er auch 1988 zum Dr. jur. Von 1991 bis 1998 war er als Wissenschaftlicher Assistent am Lehrstuhl für Bürgerliches Recht, Handels- und Wirtschaftsrecht sowie Internationales Privatrecht bei Michael Martinek tätig, 1993 bis 1995 unterbrochen von einem Stipendium der Deutschen Forschungsgemeinschaft. In Saarbrücken erfolgte 1996 seine Habilitation für Bürgerliches Recht, Handels- und Wirtschaftsrecht, Internationales Privatrecht sowie Zivilprozessrecht. Seit dem 24. September 1998 ist Habermeier Lehrstuhlinhaber in Greifswald.

## Mitgliedschaften
Habermeier ist unter anderem Mitglied der Gesellschaft für Rechtsvergleichung, der Wissenschaftlichen Vereinigung für Internationales Verfahrensrecht, dem Deutschen EDV-Gerichtstag, dem Deutschen Hochschulverband und dem Saarbrücker Rechtsforum.